# Serge Baguet
Serge Baguet (født 18. august 1969, død 9. februar 2017) var en belgisk professionel cykelrytter, som cyklede for det professionelle cykelhold Quick Step-Innergetic.